# Onychomys leucogaster
Onychomys leucogaster — північноамериканський хижий гризун родини Cricetidae. Він поширений на значній частині західної частини континенту, від південного Саскачевану та центрального Вашингтона до Тамауліпаса на північному сході Мексики.

## Морфологічна характеристика
Onychomys leucogaster зустрічається в Північній Америці, переважно в сухих районах. Вони кремезні: в середньому мають довжину 164 мм і вагу близько 35 г. Хвіст часто становить менше 30% від загальної довжини тіла, тоді як інші миші, як правило, мають довші хвости. Він має дві основні фази кольору: сіруватий (або чорний у північно-східних частинах його ареалу) і коричний з білим внизу. На відміну від більшості гризунів, цей гризун має здебільшого м'ясоїдну дієту, що складається в основному з дрібних комах, інших мишей і навіть змій; не більше чверті його раціону складається з рослин. Рослинність споживається в найбільшій кількості приблизно в середині зими. Цей гризун також веде нічний спосіб життя і особливо активний у безмісячні чи хмарні ночі. Протягом ночі видає пронизливі звуки, виконуючи їх піднятим носом і відкритим ротом, щоб заволодіти своєю територією. На нього полюють переважно яструби, сови, койоти та змії.

## Розмноження
Onychomys leucogaster має близько двох-трьох виводків на рік, що складається з двох-семи дитинчат, в середньому чотири. Вагітність у них триває 29–47 днів, а молодняк народжується пізньою осінню або ранньою зимою, між вереснем і лютим. Самець збирає і забезпечує їжею самку, поки вона вагітна і піклується про своїх дитинчат. Мишенята O. leucogaster народжуються голі, із закритими очима і важать близько трьох грамів. Обидві статі досягають статевої зрілості через три місяці, але тривалість життя типової миші, що живе в дикій природі, становить лише від кількох тижнів до кількох місяців.

## Спосіб життя
Екземпляри ведуть нічний спосіб життя і живуть окремо чи парами з потомством. Вдень вони відпочивають у гніздах, зроблених у норах у землі, ущелинах скель чи інших схованках. O. leucogaster не впадає в сплячку. Раціон включає комах та інших безхребетних, а також дрібних гризунів. У цього гризуна є різні хижаки, такі як сипуха, велика рогата сова, червонохвостий яструб і дикі собаки.